# KING OF KINGS
KING OF KINGS（キング・オブ・キングス）は、日本のMCバトル大会。主催は漢 a.k.a. GAMIが代表を務める9SARIGROUP。2015年に初開催。戦極 MC BATTLE、SPOTLIGHT、ENTA DA STAGEなどの日本の各MCバトル大会の優勝者に加え、東日本、西日本それぞれの予選で勝ち抜いたMCおよび「9sari選抜」として選抜されたMCで優勝を争う。優勝賞金は300万円。略称はKOK。

## 歴史
2015年に「UMB 2015 GRAND CHAMPIONSHIP FINAL」と題して第1回目を開催。
Libra Recordsが主催するULTIMATE MC BATTLE(UMB)との混同を招くことから、2017年に開催された第2回は大会の名称をKING OF KINGS 2016 GRAND CHAMPIONSHIP FINALとして開催。

## ルール
1回戦、決勝戦ではじゃんけんで勝った方が先攻後攻を選択する。2回戦以降はあらかじめ先攻、後攻が決められている。2022年度ではコイントス形式が採用された。2016年度のみ8小節4本or16小節2本勝負かを選択できたが、それ以外では小節数が8小節4本に統一されている。
トーナメント方式。判定は観客の歓声による判定(1ポイント)と、プロのラッパーの審査員による判定(4ポイント)、計5ポイントを基に、過半数を占めた者が勝利となる。判定が割れた場合は何回でも延長戦が行われる。審査員の審査基準は「10 POINT MUST SYSTEM」を採用しており、パンチライン、アグレッシブ、ジェネラルシップ、カウンターの4項目を基準に厳密に審査が行われ、勝者の札を挙げる。ポイント制の審査にあたり対戦MC2人の持ち点が均等になることもあり、ドローの札も存在する。
決勝大会で用いられるバトルビートはすべて、大会のために用意されたオリジナルビートである。大会の特徴である「BEAT GET SYSTEM」により、各試合の勝利者はその試合で使用されたバトルビートを楽曲に使用する権利を与えられる。

### 歴代審査員
- 2015年 - Zeebra、漢 a.k.a. GAMI、KEN THE 390、AKLO、R-指定
- 2016年 - Zeebra、漢 a.k.a. GAMI、KEN THE 390、SATUSSY(韻踏合組合)、鎮座DOPENESS
- 2017年 - Zeebra、漢 a.k.a. GAMI、ERONE(韻踏合組合)、FORK(ICE BAHN)
- 2018年 - Zeebra、ERONE、FORK、KEN THE 390
- 2019年 - Zeebra、漢 a.k.a. GAMI、ERONE、FORK
- 2020年 - ERONE、FORK、DARTHREIDER、KEN THE 390
- 2021年 - Zeebra、漢 a.k.a. GAMI、DARTHREIDER、ERONE
- 2022年 - Zeebra、漢 a.k.a. GAMI、ERONE、FORK
- 2023年 - Zeebra、Mr.Q(ラッパ我リヤ)、ERONE、FORK
- 2024年 - Zeebra、漢 a.k.a. GAMI、ERONE、FORK、MOL53、崇勲

## 歴代優勝
| 年度   | 優勝            | 準優勝       |
| ------ | --------------- | ------------ |
| 2015年 | 崇勲            | JAG-ME       |
| 2016年 | GADORO          | 輪入道       |
| 2017年 | GADORO          | MOL53        |
| 2018年 | 呂布カルマ      | RAWAXXX      |
| 2019年 | RAWAXXX         | AUTHORITY    |
| 2020年 | 呂布カルマ      | 鎮座DOPENESS |
| 2021年 | FORK (ICE BAHN) | 呂布カルマ   |
| 2022年 | 裂固            | MOL53        |
| 2023年 | MOL53           | だーひー     |
| 2024年 | 9for            | S-kaine      |

## 優勝者大会選定
「KING OF KINGS GRAND CHAMPIONSHIP FINAL」の出場者は、KOK主催の予選大会の上位進出者に加えて、下記の大会の優勝者が招待される。
- 高校生RAP選手権
BAZOOKA!!!主催。高校生、もしくはそれに準じる年齢のMCのみ出場可能。全国数ヶ所でオーディションが行われる。2015年度より協力大会として参加。2022年度より協力大会に復帰。
- ENTA DA STAGE
サイプレス上野主催。横浜で開催される大会。2015年度より協力大会として参加。
- 戦極 MC BATTLE
MC正社員主催。全国各地で予選が行われ、決勝大会は主に東京で開催されていた。2015年度より協力大会として参加。2020年大会をもってKOK協力大会から脱退を表明するも、2023年度では協力大会に復帰。
- THE罵倒
G.O主催。主に関東地方で予選が行われ、決勝大会は東京で開催される。ボディタッチありのルールが特徴。2015年より協力大会として参加していたが、2018年を最後に大会は一旦終了した。2023年度より再開し、同時に協力大会へ復帰。
- 真 ADRENALINE
Sound Luck（ACE&HIDE）主催。東京で開催される大会。2016年度より協力大会として参加。
当初は「ADRENALINE」という名称で開催されており、平成選抜、昭和選抜のチームに別れトーナメントが行われていたが、2019年度をもって大会終了。翌年より、「真 ADRENALINE」と改題して開催している。現在はKOKとの共同開催である「KING OF KINGS vs 真 ADRENALINE」の優勝者がKOKに出場できる。
- SPOTLIGHT
韻踏合組合主催。ENTERという予選大会が3ヶ月毎に行われ、予選、決勝大会共に大阪で開催される。2016年度大会より協力大会として参加。
- 口喧嘩祭
HIKIGANE SOUND主催。岐阜で開催される大会。トーナメント方式ではなくMCたちのネームタグを事前にBOXに投入し、一枚ずつネームタグを引き、その場で先行、後攻を含めた対戦カードが発表される形式で行われる。2019年度より協力大会として参加。
- 九州 MC BATTLE
PEKOKHARED主催。年に数回予選が行われ、年末のグランドチャンピオンシップでの優勝者がKOKに出場できる。予選は九州各地で開催され、決勝大会は小倉で開催される。通称KMB。当初は「小倉 MC BATTLE」という名称で開催されており、2023年度に改題。2019年度より協力大会として参加。
- U-22 MC BATTLE
MC正社員主催。出場者を22歳以下に限定した大会。2021年度より協力大会に参加。
- 凱旋MC Battle
怨念JAP主催。2023年度より協力大会に参加。
- ULTIMATE MC BATTLE
Libra Records主催。通称UMB。全国各地で予選が行われ、その予選優勝者たちは年末に開催されるGRAND CHAMPIONSHIPに集結し、日本一を争う。2024年度大会より協力大会として参加[注 4]。
- NEOGENESIS MCBATTLE
Runline主催。通称ネオジェネ。若手の発掘をコンセプトとしたMCバトル。不定期に開催される本戦と毎週金曜日に開催されるFRIDAYが存在する。2024年度より協力大会として参加。

### かつて認定されていた大会
- SCHOOL OF RAP[注 5]
ダースレイダー主催。主に東京と大阪で年に数回予選が行われ、決勝大会は東京で開催される。20歳以下のMCのみ出場可能。
- 破天 MC BATTLE
株式会社イザナギゲームズ主催。2022年から行われている大会であり、バトルの際にスクリーンを用いて映像を映すのが特徴。2023年度協力大会に参加[3]。
- FREE STYLE LEAGUE
株式会社FSL主催。通称FSL。フリースタイルのプロリーグ化をコンセプトに2022年より開催。FSLでの勝敗や各大会の成績に応じてFSLポイントを付与している。2023年度より協力大会に参加。FSLポイント総合1位がKOKに出場する。

## 配信・視聴方法
毎年、ABEMA TＶでのPPV（ペイパービュー）を購入することで、大会の当日からその一週間後まで視聴することができる。そして、大会が行われた年の3〜5月ごろにABEMAプレミアム加入者限定での配信が行われる。

## DVD
| 発売日         | タイトル                                    | 規格品番   |
| -------------- | ------------------------------------------- | ---------- |
| 2016年01月13日 | KING OF KINGS -FINAL UMB- DVD               | KOKDVD-001 |
| 2017年04月19日 | KING OF KINGS 2016 DVD                      | KOKDVD-002 |
| 2018年04月25日 | KING OF KINGS 2017 GRAND CHAMPIONSHIP FINAL | KOKDVD-003 |
| 2019年03月13日 | KING OF KINGS 2018 GRAND CHAMPIONSHIP FINAL | KOKDVD-004 |
| 2020年05月20日 | KING OF KINGS 2019 GRAND CHAMPIONSHIP FINAL | KOKDVD-005 |
| 2021年04月21日 | KING OF KINGS 2020 GRAND CHAMPIONSHIP FINAL | KOKDVD-006 |